# Pteroplistes borneoensis
Pteroplistes borneoensis är en insektsart som beskrevs av Andrej Vasiljevitj Gorochov 2004. Pteroplistes borneoensis ingår i släktet Pteroplistes och familjen syrsor. Inga underarter finns listade i Catalogue of Life.